# Парламентские выборы в Южной Африке (1943)
Парламентские выборы в Южной Африке проходили 7 июля 1943 года для избрания 150 депутатов Палаты собраний. Это был 9-й парламент Южно-Африканского Союза. Объединённая партия под руководством Яна Смэтса получила абсолютное большинство мест в Палате собраний. 
Хотя Объединённая партия одержала победу, особые военные обстоятельства, включая возможность солдат голосовать и статус Смэтса как политика международного уровня, возможно, преувеличивали уровень поддержки партии.
Кроме этого, поддержка африканеров националистической политики была недооценена, поскольку многие городские африканеры не регистрировались для голосования и их политики погрязли в межфракционной борьбе. Тем не менее, выборы показали подъём Даниэля Малана как представителя африканерства.

## Результаты
Количество зарегистрированных избирателей было 1 114 110. Было подано 885 623 голосов (из них 9 360 недействительных).
| Партия | Партия                             | Места | %     | Голоса  | %     | Лидер                         |
|        | Объединённая партия                | 89    | 59,33 | 435 297 | 49,68 | фельдмаршал Ян Христиан Смэтс |
|        | Воссоединённая национальная партия | 43    | 28,67 | 321 601 | 36,70 | Даниэль Малан                 |
|        | Лейбористская партия               | 9     | 6,00  | 38 206  | 4,36  | Уолтер Медли                  |
|        | Партия Доминиона                   | 7     | 4,67  | 29 023  | 3,31  | полковник Чарльз Стеллард     |
|        | Независимые                        | 2 (g) | 1,33  | 30 185  | 3,45  | -                             |
|        | Африканерская партия               | -     | -     | 15 607  | 1,78  | Николас Хавенга               |
|        | Социалистическая партия            | -     | -     | 6 350   | 0,72  | -                             |
|        | Всего                              | 150   | 100   | 885 623 | 100   |                               |